# Lenticulites
Lenticulites es un género de foraminífero bentónico considerado un sinónimo posterior de Lenticulina de la subfamilia Lenticulininae, de la familia Vaginulinidae, de la superfamilia Nodosarioidea, del suborden Lagenina y del orden Lagenida. Su especie tipo era Lenticulites rotulata. Su rango cronoestratigráfico abarcaba desde el Jurásico hasta la Actualidad.

## Clasificación
Lenticulites incluía a las siguientes especies:
- Lenticulites complanata, aceptado como Operculina complanata
- Lenticulites rotulata, aceptado como Lenticulina rotulata